# Mlada
Mlada ist eine Ballettoper in vier Akten von Nikolai Rimski-Korsakow.

## Handlung
Die Handlung spielt im 9. und 10. Jahrhundert im baltischen Küstenland. Woislawa hat ihre Freundin Mlada getötet, um die Liebe von deren Verlobten Jaromir, Prinz des Fürstentums Arkona, zu erringen.  Der Wunsch geht in Erfüllung. Aber über der Liebesbeziehung lastet der Schatten der Toten.
Götter, Sagengestalten, Völker vieler Länder mischen sich in die Handlung, bis Woislawa den Mord gesteht, Jaromir sie umbringt und die Seelen Mladas und Jaromirs vereint werden.

### 1. Akt
Prinzessin Woislawa ist wehmütig, sie ersehnt die Liebe Jaromirs, des Verlobten der von ihr ermordeten Mlada. Sie schließt deshalb mit der Unterweltgöttin Morena einen Pakt. Jaromir wird von Woislawas Vater empfangen und willkommen geheißen; er fühlt sich zu Woislawa hingezogen. Doch in einer Vision sieht er, wie Woislawa Mlada einen Ring schenkt, der dieser den Tod bringt.

### 2. Akt
Markttreiben bei der Stadt Rethra. Einzug der Fürsten. Priester des Gottes Radegast weissagen mittels eines Pferdeorakels. Volksfest; im Kreise der tanzenden Paare werden Jaromir und Woislawa durch den Schatten Mladas getrennt.

### 3. Akt
„Die Nacht auf dem Berge Triglaw“. Mladas Schatten versucht sich Jaromir zu offenbaren. Teufelssabbat; unter anderem tritt Kleopatra auf, um Jaromir zu verführen. Der Hahnenschrei macht dem Treiben ein Ende. Jaromir beschließt, seine Visionen durch den Radogast-Priester deuten zu lassen. (Rimski-Korsakow veröffentlichte Die Nacht auf dem Berge Triglaw später auch alleinstehende Sinfonische Dichtung. Dabei handelt es sich allerdings um eine Eigenkomposition, die unabhängig von der sinfonischen Dichtung Johannisnacht auf dem Kahlen Berge entstand, die Modest Mussorgski 1871/72 teilweise in den ersten Anlauf zur Komposition von Mlada eingearbeitet hatte.)

### 4. Akt
Tempel Radegasts. Erscheinungen alter Recken beschuldigen Woislawa des Mordes; sie wird von Jaromir erschlagen. Morena zerstört durch eine Sintflut den Tempel; Geister huldigen den in Liebe vereinten Seelen Jaromirs und Mladas.

## Geschichte

Klavierauszug von Mlada: Titelseite (1891)

Erste Pläne eines auf der slawischen Mythologie beruhenden „slawischen Balletts“ scheint es 1870 am Kaiserlichen Theater in Sankt Petersburg gegeben zu haben, als man den Komponisten Alexander Nikolajewitsch Serow dafür zu gewinnen suchte. Serows plötzlicher Tod im Januar 1871 machte den Plan zunichte. Ende 1871/Anfang 1872 wandte man sich an bekannte Komponisten aus St. Petersburg – César Cui, Modest Mussorgski, Alexander Borodin, Nikolai Rimski-Korsakow und Léon Minkus, eine Ballettoper zu komponieren. Auch dieses Projekt scheiterte aber nach einigen Monaten, und das komponierte Material floss in andere Projekte ein.
1889/1890 holte einer der damaligen Komponisten, Nikolai Rimski-Korsakow, das Stück wieder aus der Schublade und machte es zur Grundlage seiner eigenen Ballettoper Mlada.
Mlada besteht aus vier Akten, die Handlung spielt im neunten Jahrhundert in dem Gebiet der Wenden. Mehrere heidnische Bräuche, die zu der Zeit vorherrschten, sind in die Geschichte eingebunden.
Die Uraufführung fand 1892 statt.
Einige Zeit nach der Fertigstellung dieser Ballettoper arrangierte Rimski-Korsakow daraus eine Suite aus fünf Sätzen. Der letzte Satz trägt den Titel „Zug der Adligen“.
Nur wenig bekannt ist, dass auch Léon Minkus ein Mlada-Ballett (mit der Choreographie von Marius Petipa) komponierte, das 1879 und in revidierter Form 1896 in St. Petersburg auf die Bühne kam. Ihm war aber kein Erfolg beschieden. César Cui publizierte 1911 seinen 1872 geschriebenen 1. Akt der Original-Mlada; die Uraufführung im Februar 1917 in Petrograd erweckte wegen der Zeitumstände kein Interesse mehr.